# Bazilišek páskovaný
Bazilišek páskovaný (Basiliscus vittatus) je druh baziliška z řádu šupinatých. Jeho domovem je Panama, Belize, severozápadní Kolumbie a Kostarika, jako divoký druh byl ale také introdukován do Floridy. Jeho přezdívka „Ježíšova ještěrka“ je odvozena od baziliškovy zvláštní schopnosti pomocí svých zadních nohou dokáže běhat po vodní hladině.

## Popis
Samec tohoto plaza může měřit až 61 cm, samice bývají o něco menší. Váží od 200 do 600 g. Dožívají se maximálně 8 let. Ve volné přírodě ale umírají mnohem dříve. Mají tři hřebeny – na hlavě, těle a ocase, přičemž ty samečkovy jsou větší. Jejich zbarvení je obvykle hnědé s černými pruhy. Pruhy jsou obvykle na bocích a na hřbetě. Mají také bílý pruh, který se táhne od očí až k zadním nohám. Má dlouhé prsty a na nich ostré drápy.

## Rozmnožování
Samička klade 2-18 vajíček, pětkrát až osmkrát ročně. Z těch se asi po 3 měsících líhnou mláďata. Váží asi 2 gramy, měří cca 13 cm i s ocasem. Jejich vynikající maskování jim umožňuje nehybně ležet a nebýt spatřeni. První 3 dny života tráví žloutkový vak, poté samostatně přijímají malé cvrčky a kobylky. Dospívají v 1,5 roce života.

## Běh po vodě
Jak již bylo uvedeno, bazilišek páskovaný dokáže bez problému běhat po vodě. Baziliškové menšího vzrůstu mohou po vodě uběhnout 10-20 metrů, ti větší pak o něco méně. Této schopnosti využívá nejčastěji při ohrožení a útěku před predátorem. Rozevře blány na zadních nohách, a tak se vody dotýká větší plochou, dokáže se tedy udržen nad hladinou.

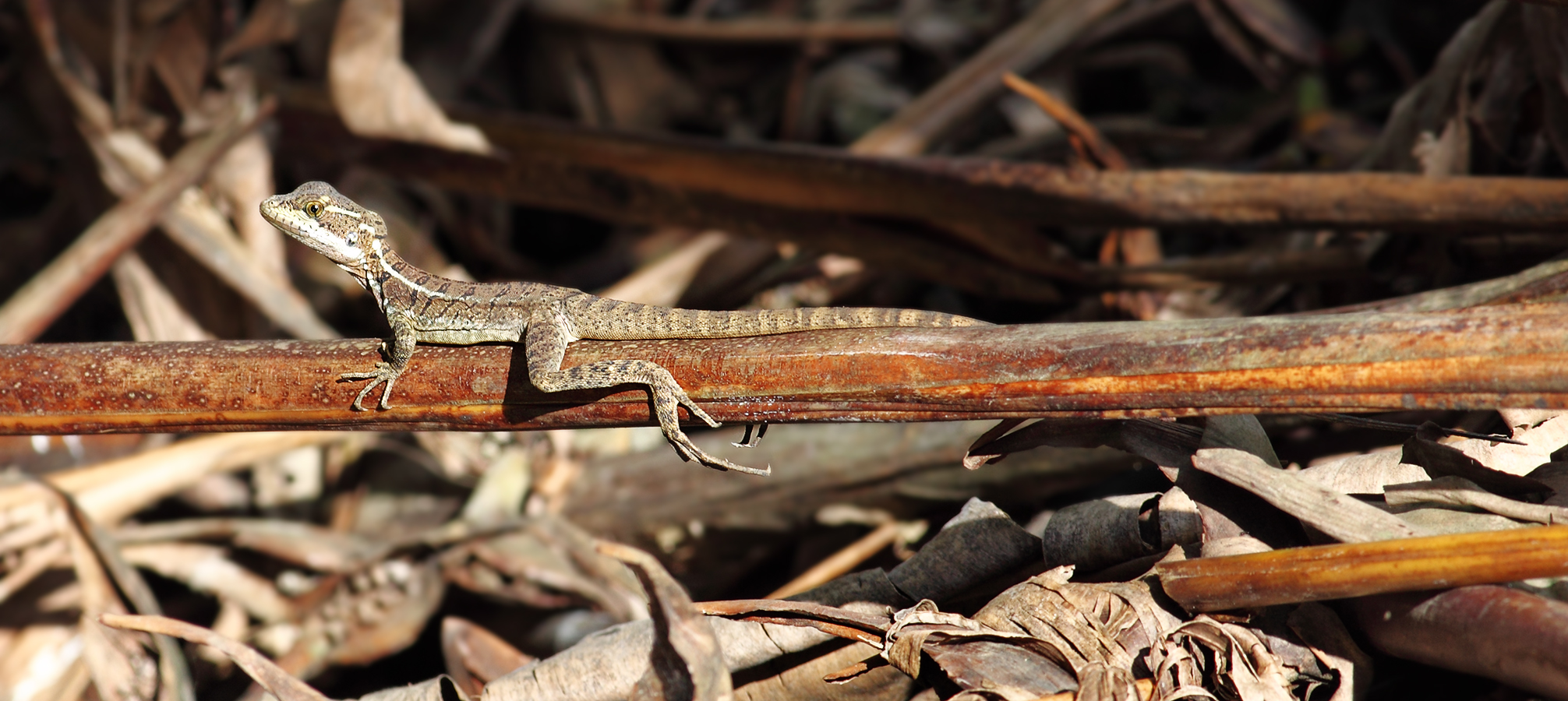
Mláďata před vyvinutím hřebenů
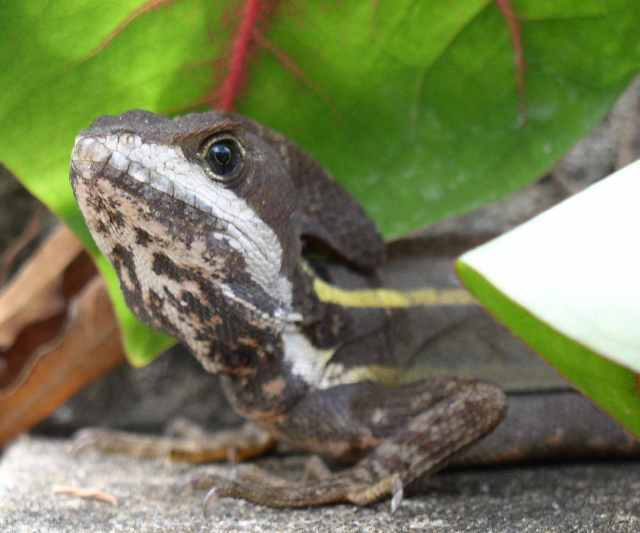
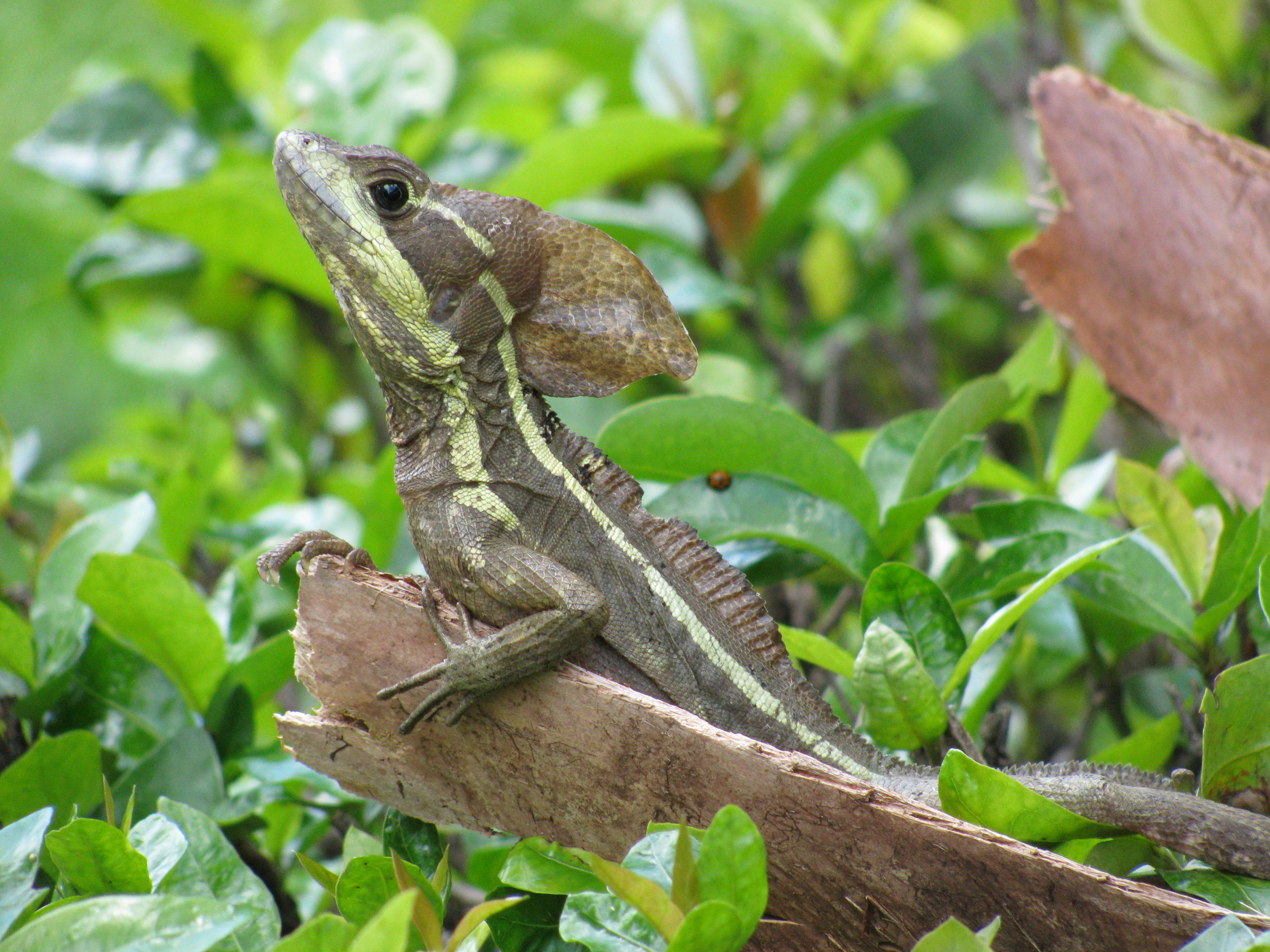
Bazilišek na Floridě
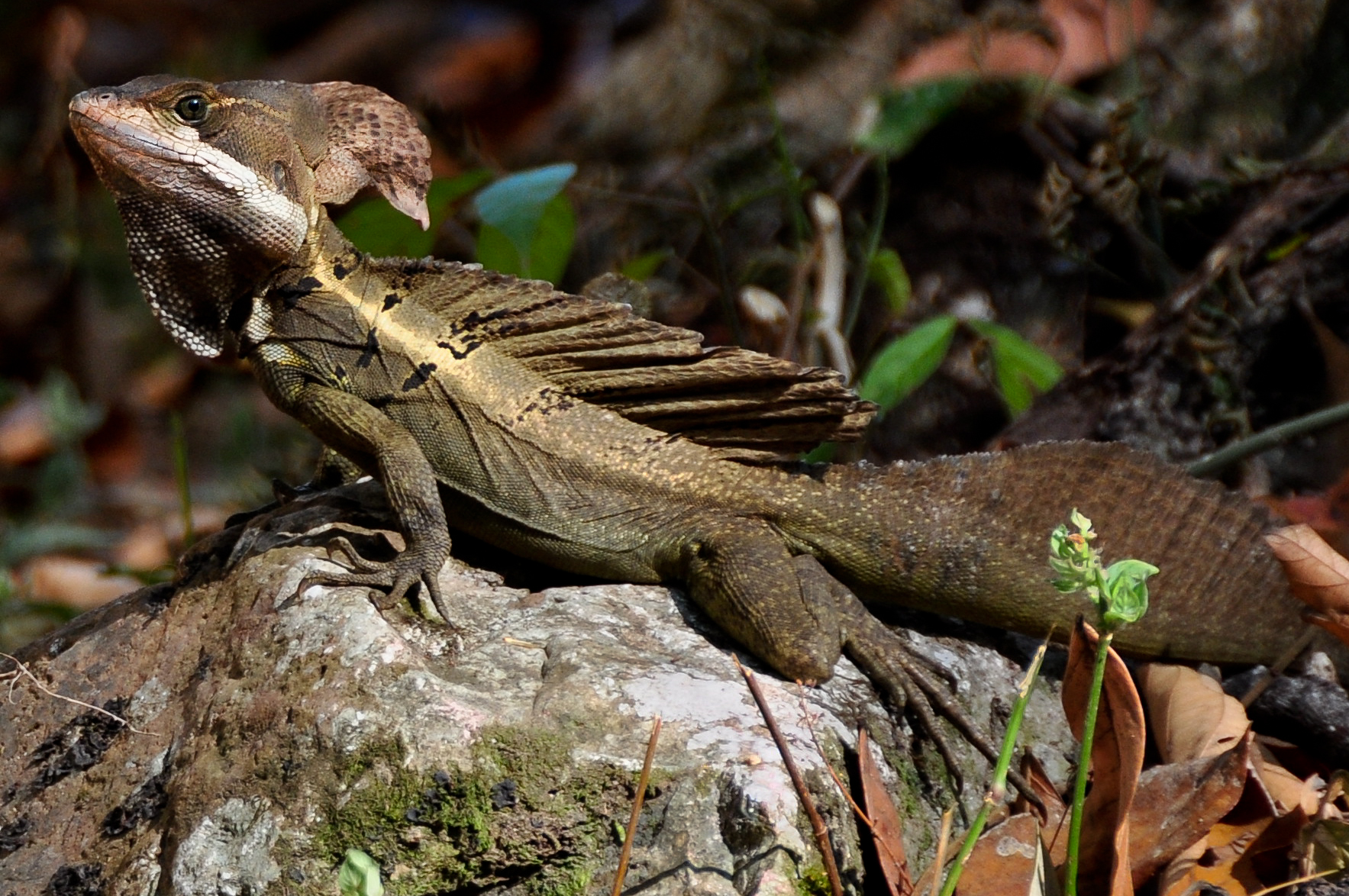
Bazilišek páskovaný